# Arenosetella kaiseri
Arenosetella kaiseri är en kräftdjursart som beskrevs av Lang 1965. Arenosetella kaiseri ingår i släktet Arenosetella och familjen Ectinosomatidae. Inga underarter finns listade i Catalogue of Life.